# Куртяна
Куртяна (рум. Curteana) — село у повіті Горж в Румунії. Адміністративно підпорядковане місту Тиргу-Кербунешть.
Село розташоване на відстані 217 км на захід від Бухареста, 16 км на південний схід від Тиргу-Жіу, 75 км на північ від Крайови.

## Населення
За даними перепису населення 2002 року у селі проживали 224 особи, усі — румуни. Усі жителі села рідною мовою назвали румунську.